# Glyptelasma carinatum
Glyptelasma carinatum är en kräftdjursart som först beskrevs av Hoek 1883.  Glyptelasma carinatum ingår i släktet Glyptelasma och familjen Poecilasmatidae.

## Underarter
Arten delas in i följande underarter:
- G. c. carinatum
- G. c. subcarinatum